# Volt-Ampere

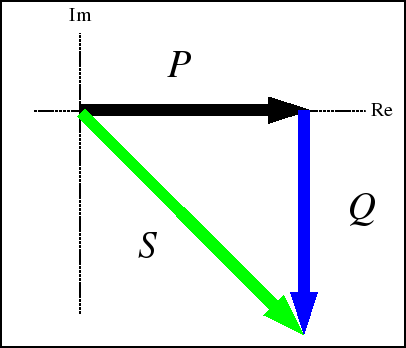
Trong mạch điện xoay chiều, công suất biểu kiến S là véctơ tổng của công suất thực P và công suất phản kháng Q.

Volt-Ampere, còn được viết tắt là VA, là đơn vị đo công suất dòng điện. Nó được tính bằng cách nhân hiệu điện thế tính theo Volt với cường độ dòng điện tính theo Ampere. Đơn vị này thường được sử dụng cho công suất biểu kiến của mạch điện xoay chiều.
Trong mạch điện một chiều (DC), VA tương đương với Watt. Tuy nhiên trong dòng điện xoay chiều, VA thường dùng để tính công suất biểu kiến, còn Watt dùng để tính công suất thực. Trên cùng một mạch điện xoay chiều, công suất biểu kiến thường có độ lớn lớn hơn công suất thực; ví dụ trong bộ lưu điện (UPS), một VA công suất biểu kiến có thể tương đương với khoảng 1,6 Watt công suất thực (hệ số công suất lúc đó là 1/1,6 = 0,625).
Khi thêm các tiền tố SI, chúng ta có các đơn vị như:
- kVA = 1.000 VA (tiền tố k nghĩa là kilo)
- MVA = 1.000.000 VA (tiền tố M nghĩa là mega)

Đơn vị kVA thường được sử dụng trong công nghiệp để tính công suất truyền tải điện năng của các máy biến thế.